# گورنو کاپینووو
گورنو کاپینووو (به بلغاری: Gorno Kapinovo) یک منطقهٔ مسکونی در بلغارستان است که در شهرستان کیرکوفو واقع شده‌است.